# سميح (اسم)
سميح هو اسم علم مذكر من أصل عربي، ومعناه هو صفة مشبهة، أي هو من أهل الجود والسماحة الكريم المتسامح النبيل.

## شخصيات تحمل الاسم
- سميح أيديلك (لاعب كرة قدم، 16 يناير 1989[3] – )
- سميح القاسم (شاعر فلسطيني راحل، 11 مايو 1939[4] – 19 أغسطس 2014[5][4])
- سميح المدهون ( – 14 يونيو 2007)
- سميح المعايطة
- سميح إردن (لاعب كرة سلة تركي، 28 يوليو 1986 – )
- سميح دروزة (رائد أعمال فلسطيني، 1930 – 15 مايو 2015)
- سميح رفعت بك الخروسجي (سياسي عثماني ثم تركي، 1875 – 4 ديسمبر 1932)
- سميح ساويرس (28 يناير 1957 – )
- سميح شنترك (لاعب كرة قدم تركي، 29 أبريل 1983[6] – )
- سميح كايا (لاعب كرة قدم تركي، 24 فبراير 1991[7] – )

## وصلات خارجية
- موسوعة السلطان قابوس لأسماء العرب نسخة محفوظة 5 أبريل 2019 على موقع واي باك مشين.